# Ореховское сельское поселение (Новгородская область)
Оре́ховское се́льское поселе́ние — муниципальное образование в составе Мошенского района Новгородской области.
Административный центр сельского поселения — деревня Ореховно. 

## Географическое положение
- Общая площадь:
- Нахождение: юго-восточная часть Мошенского района.
- Граничит:
  - с северо-запада — с Чувашевогорским сельским поселением
  - с севера — с Городищенским сельским поселением
  - с востока — с Дубишкинским сельским поселением
  - с юга — с Лесным районом Тверской области

## История
Образовано 11 ноября 2005 года. Включило в себя территорию бывшего Ореховского сельского совета.
30 марта 2010 года в соответствии с областным законом № 720-ОЗ в состав поселения включены территории упразднённых Городищенского, Дубишкинского и Чувашевогорского сельских поселений.

## Население
| 2010 | 2012  | 2013  | 2014  | 2015  | 2016  | 2017 |
| ---- | ----- | ----- | ----- | ----- | ----- | ---- |
| 1197 | ↘1144 | ↘1095 | ↘1065 | ↘1037 | ↘1008 | ↘995 |

## Состав сельского поселения
| №  | Населённый пункт | Тип населённого пункта          | Население |
| -- | ---------------- | ------------------------------- | --------- |
| 1  | Алексейково      | деревня                         | 3         |
| 2  | Бережок          | деревня                         | 9         |
| 3  | Берёзно          | деревня                         | 0         |
| 4  | Березовик        | деревня                         | 0         |
| 5  | Бродино          | деревня                         | 0         |
| 6  | Варыгино         | деревня                         | 2         |
| 7  | Василёво         | деревня                         | 3         |
| 8  | Васьково         | деревня                         | 12        |
| 9  | Ватолино         | деревня                         | 0         |
| 10 | Высокое          | деревня                         | 0         |
| 11 | Глазово          | деревня                         | 18        |
| 12 | Глебово          | деревня                         | 13        |
| 13 | Горницы          | деревня                         | 9         |
| 14 | Городищи         | деревня                         | 19        |
| 15 | Григорово        | деревня                         | 3         |
| 16 | Дубишки          | деревня                         | 64        |
| 17 | Ездуново         | деревня                         | 22        |
| 18 | Жерновки         | деревня                         | 6         |
| 19 | Заболотье        | деревня                         | 0         |
| 20 | Захаркино        | деревня                         | 13        |
| 21 | Зиновково        | деревня                         | 9         |
| 22 | Ивановское       | деревня                         | 43        |
| 23 | Климково         | деревня                         | 0         |
| 24 | Клирошанское     | деревня                         | 66        |
| 25 | Кожухово         | деревня                         | 20        |
| 26 | Коршиково        | деревня                         | 6         |
| 27 | Ласичиха         | деревня                         | 0         |
| 28 | Лисичиха         | деревня                         | 11        |
| 29 | Морозово         | деревня                         | 39        |
| 30 | Никифорково      | деревня                         | 6         |
| 31 | Николаевское     | деревня                         | 45        |
| 32 | Новая            | деревня                         | 0         |
| 33 | Ореховно         | деревня, административный центр | 341       |
| 34 | Островно         | деревня                         | 0         |
| 35 | Павлицево        | деревня                         | 2         |
| 36 | Парыжиха         | деревня                         | 0         |
| 37 | Петрово          | деревня                         | 175       |
| 38 | Плоское          | деревня                         | 0         |
| 39 | Покровское       | деревня                         | 19        |
| 40 | Радолец          | деревня                         | 3         |
| 41 | Ратково          | деревня                         | 1         |
| 42 | Рогашино         | деревня                         | 7         |
| 43 | Рыкулино         | деревня                         | 7         |
| 44 | Семёнкино        | деревня                         | 60        |
| 45 | Тарасово         | деревня                         | 3         |
| 46 | Хирово           | деревня                         | 20        |
| 47 | Чувашева Гора    | деревня                         | 95        |
| 48 | Ягайлово         | деревня                         | 23        |
| 49 | Языкова Горка    | деревня                         | 0         |

26.09.2012 Постановлением Новгородской областной Думы в связи с утратой ими признаков населенного пункта упразднены деревни Никулкино, Нивка, Олехово, Ореховка, Смолины.

## Экономика

### Основные предприятия
- МУСХП «Колос»

## История
В 1927 году в Боровичском округе был сформирован Ореховский район в усадьбе Климково. В 1931 году в числе нескольких других районов Ленинградской области его ликвидировали, а территорию присоединили к Мошенскому району.
По данным археологических исследований здешние места были заселены многие века назад. Имя деревни можно связать как с орехами, которыми были богаты здешние места, так и с родом птиц — «ореховка». Первое упоминание об Ореховне относится к писцовой книге Бежецкой пятины 1581 года. Принадлежало оно помещику и имело церковь Архангела Михаила. В начале XX века в Ореховне была земская школа, хлебозапасный магазин, лавки, богадельня. Проводились ярмарки. Население было около трёхсот человек. Весной 1918 года установилась Советская власть. В уездном исполкоме волостной Совет представлял Михаил Пузырёв. Волостной комбед возглавлял Сахаров.

## Достопримечательности
- Здание церкви в деревне Ореховно (1807) — сейчас в нём расположен Дом культуры. В некоторые церковные праздники, например Троица, Пасха, приезжает батюшка, привозит святую воду.
- Усадьба И. П. Дарагана в деревне Ивановское — сейчас в ней расположены больница и аптечный пункт; а также комплекс хозяйственных построек.
- Здание школы, построенной И. П. Дараганом в деревне Ореховно (1903—1904).